# Bruno Corelli
Bruno Corelli (né à Bologne le 20 août 1918 et mort à Tunis le 17 février 1983) est un acteur italien.

## Filmographie partielle
- 1950 : Dans les coulisses (Vita da cani) de Mario Monicelli et Steno
- 1951 : Virginité (Verginità) de Leonardo De Mitri
- 1952 : Heureuse Époque (Altri tempi - Zibaldone n. 1) d'Alessandro Blasetti
- 1952 : Abracadabra de Max Neufeld
- 1952 : Viva il cinema! de Giorgio Baldaccini et Enzo Trapani
- 1953 : Condannata senza colpa de Luigi Latini De Marchi